# Paterdecolyus femoratus
Paterdecolyus femoratus är en insektsart som först beskrevs av Francois Jules Pictet de la Rive och Henri Saussure 1893.  Paterdecolyus femoratus ingår i släktet Paterdecolyus och familjen Anostostomatidae. Inga underarter finns listade i Catalogue of Life.